# Province de Pacajes
Pacajes est une province dans le département de La Paz, en Bolivie. Sa capitale est Coro Coro.

## Géographie
Certaines des montagnes les plus hautes de la province sont, :
- Chinchillani
- Ch'iyara Salla
- Chuqi Nasa
- Churi Willk'i
- Chuwa Chuwani
- Ch'uxña Quta
- Jach'a Kunturiri
- Jach'a Phasa
- Janq'u Apachita
- Janq'u Qalani
- Jaqhi Chata
- Kimsa Qullu
- Kunturiri
- K'illima Parki
- Laram Q'awa (Charaña)
- Laram Q'awa (Río Blanco)
- Llallawa
- Muxsa Willk'i
- Nasani
- Pä Q'awa
- Phaq'u Q'awa
- Pichaqa
- Pukara
- Q'awiri Qullu
- Q'ilani
- Suni Q'awa
- Tatitu Qullu
- Urqipi
- Utani Apu
- Wallatiri
- Wayra Lupi Qullu
- Wila Qullu

Le fleuve le plus important de la province est le Río Desaguadero. Parmi les autres rivières notables, on trouve : Ch'alla Jawira (Aroma et Pacajes) Ch'alla Jawira (Callapa) Jach'a Jawira (Calacoto) Jach'a Jawira (Caquiaviri) Llallawa Jawira Qala Jawira Qullpa Jawira Thujsa Jawira.